# イラン航空産業機構
イラン航空産業機構（IAIO）（ペルシア語: سازمان صنایع هوایی ایران ）は、航空宇宙産業機構としても知られ、イランの民間・軍事航空産業を計画、統制、管理することを目的として1966年に設立されたイランの国営企業である。航空宇宙産業機構は、航空機や航空宇宙製品を直接製造するOEMと、イランの国営航空会社を傘下に持つコングロマリットの両方の役割を果たしている。
現在、IAIOは次の航空組織、SAHA、HESA、PANHA、民間航空産業を指揮している。これらの組織は、イランの航空宇宙とイラン民間航空において、異なる補完的な役割を持っている。
1969 年にはイラン・ヘリコプター・サポート・アンド・リニューアル・カンパニー（IHSRC、またはPANHA）、1970 年にはイラン航空機産業（IACI）、1974 年にはイラン航空機製造工業会社（IAMI、ペルシャ語の頭字語 HESA）が設立された。他にも、国軍のイラン航空産業機構（イラン軍航空産業機構（IAFAIO））とゴドス航空産業会社研究センターという2つの重要な企業が1980年代初頭に設立された。
テヘランのラヴィザン郊外に本社を置き、13の主要工場で1万人以上の従業員を雇用している。航空宇宙分野に加え、イランの弾道ミサイル計画にも深く関わっている。

## 概要
IAIOは、イランの航空機産業に必要な技術、知識、部品を提供・支援することで、イラン国内航空産業を振興するための政策立案者、調整者としての役割を果たす。
イランの航空産業は急速な発展を遂げている。イランが独自に設計・製造したアザラフシュとサーエゲ戦闘機の初飛行から、ヘリコプター、ターボプロップ、旅客機の大量生産と開始で証明されている。また、中東地域では初となるボーイング737-800シミュレーターも製造している。人口8,100万人のイランでは、6,300機の航空機が必要であるが、100万人に対して9機以上の航空機を保有できていない。

## 歴史
イランの航空産業のインフラは、1930年代、レザー・パフラヴィーの時代に確立された。当時、ドイツのユンカース・アビエーションが外国の専門知識と支援を提供していた。
この産業はその後、石油収入の増加の恩恵を受け、1970 年代のモハンマド・レザー・パフラヴィー国王の時代に拡大した。国王はアメリカの最先端兵器を大量に発注しただけでなく、イランで生産する能力も獲得していた。数十億ドル規模の産業化計画の下、国王はアメリカの軍需企業に依頼して、イランで一から兵器工場を作るようにした。
このようにして、ベル・ヘリコプター（テキストロン社の一部門）は、エスファハーンにベル 214ヘリコプターの生産工場を建設していた。ノースロップ社はイラン航空機製造工業の共同パートナーでもあった。イラン航空機製造工業は、イランに販売されたアメリカ軍機の多くを整備し、航空機部品や最終的には飛行機の完成品を生産することが期待されていた。これらの取り組みは、イランにおける米国の産業関与の大きな割合を占めており、近代的なハイテク産業を発展させようとする国王の努力の中心的な部分であった。
イラン革命後の欧米の制裁を経て、イラン政府の一般的な公式政策は、世界最高のものを揃えることから、特に技術的製品など国内のニーズを満たすために独自製造できることに変わり、「制裁に強い」というものになっていった。
この緊急性が航空分野ほど高い分野はない。そのため、イランは、ライセンスや技術の購入契約や、部品のリバースエンジニアリングなどを通じて、時々、イラン国内で製造可能な劣ったものを好み、より優れた欧米製の航空機の購入を回避してきた。これは、イランが1980年代から現在に至るまで、国内の技術的不足のために所有してものを維持できなくなる状況を回避するためであった。

## 主なプロジェクト

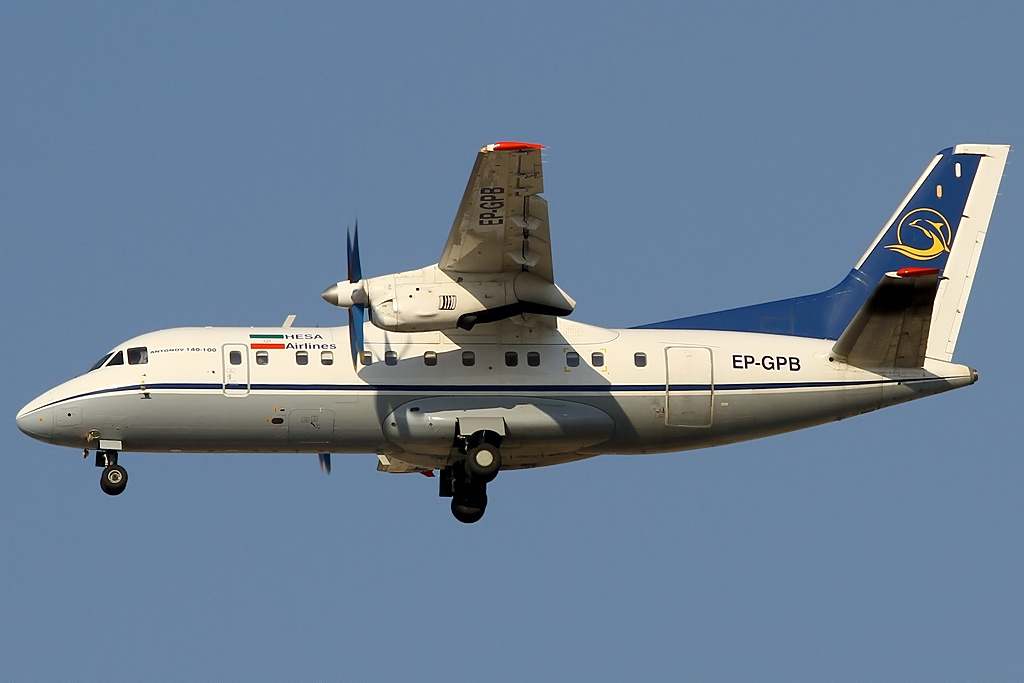
HESAは、IrAn-140-100を製造して飛行させた。

イランの元大統領マフムード・アフマディーネジャードは、イランで製造されたIran-140などの航空機の購入を支持していた。
イラン航空産業機構は、ロシアと協力して、今後10年以内に210人乗りの先進的なTu-214とTu-204を100機製造する計画である。また、イランはカモフのライセンスの下、少なくとも50機のKa-32ヘリコプターをイランで製造する予定であり、ライセンスの下で50機のAn-148を製造する交渉が進行中であり、おそらくイラン-140と同様の取り決めでイラン-148と名付けられるだろう。ロシアとの間では、イランで数は未確定のTu-334型旅客機の共同開発・共同製造に関する契約が締結され、イランとロシアの両方で同時に生産が開始された。また、ウクライナのポルタバ・ヘリコプター社との間では、イランが超軽量多目的ヘリコプター「エアロコプター AK1-3 サンカ」のイランでの製造を許可する協定が結ばれている。しかし、イランは、アメリカが対イラン制裁を解除すれば、ボーイングとエアバスに旅客機を発注する用意があると述べている。
イラン国防省は2010年、最大150人乗りで設計された国産中型旅客機の生産段階に入ると発表した。このプロジェクトは2018年までに完成する予定。

2018年8月、IAIOは初飛行に先駆けてジェット練習機・攻撃機コウサルを発表した。コウサルは単座と複座で生産される。
イランは、7年以内に航空機部品の輸出国になると述べている（2019年）。

### ジェットエンジン
2016年、イランは「Owj」（ゼニス）と名付けられた初の「国産ターボジェットエンジン」を発表した。14,000以上の部品で製造され、5万フィートでの飛行が可能で、最大離陸重量10トンの飛行機に搭載可能である。イランによると、このエンジンには「イラン製」の超合金と特殊炉が使用されているという。一部のアナリストは、このエンジンがゼネラル・エレクトリック J85ターボジェットエンジン（2040年まで米空軍で使用予定）に非常に似ていることを指摘している。

## 法的な問題
2006 年、テキストロンは、IAIOに対し、同社のベルユニットヘリコプター 6種の偽造品をライセンスなしで製造し、営業秘密及び特許意匠を無断で使用したとして、損害賠償を求めて提訴した。また、イランがテキストロンを相手取って起こした別の訴訟（Bell Helicopter Textron Inc. v. Islamic Republic of Iran、ケース番号 06cv1694、コロンビア特別区連邦地方裁判所）では、イランは革命前からの契約不履行に対して損害賠償を求めていた。テキストロンは最終的に、1994年にイランに5機の商用ヘリコプターを送ったほか、スペアパーツや訓練を提供して紛争を解決した。
2010年夏、イランは1974年に購入したがイスラム革命後に納入が拒否されたF-14の80番台の納入をアメリカに要請した。